# ییبسیتس
ییبسیتس (به آلمانی: Ybbsitz) یک منطقهٔ مسکونی در اتریش است که در بخش امستیتن واقع شده‌است. ییبسیتس ۳٬۷۱۵ نفر جمعیت دارد.

## خواهرخوانده
شهر Stia خواهرخواندهٔ ییبسیتس هست.